# Rubberneckin'
Rubberneckin' è un brano musicale interpretato da Elvis Presley, scritto da Dory Jones e Bunny Warren, pubblicato come singolo nel 1969.

## Il brano
La canzone fu incisa presso gli American Sound Studio. Inclusa nel film Change of Habit, successivamente venne pubblicata su singolo come lato B di Don't Cry Daddy (RCA 47-9768) in contemporanea con la prima del film. Il 45 giri raggiunse la sesta posizione in classifica negli Stati Uniti d'America nel 1969.

## Remix di Paul Oakenfold
Nel 2003 il produttore discografico britannico Paul Oakenfold remixò Rubberneckin', e la sua versione fu pubblicata come singolo estratto dalla raccolta ELVIIS: 2nd to None. Il singolo raggiunse la seconda posizione in classifica in Canada, la terza in Australia, e la top 10 in Danimarca, Finlandia, Irlanda e Regno Unito.

### Tracce
2003 CD singolo
1. Rubberneckin' (Paul Oakenfold remix radio edit) - 3:28
2. Rubberneckin' (Paul Oakenfold extended remix) - 5:20
3. Rubberneckin' (original version) - 2:09